# Auguste Comte
Auguste Comte (Isidore Marie Auguste François Xavier Comte; født 17. januar 1798, død 5. september 1857) var en fransk tænker som fandt på begrebet "sociologi". Han var en af de første, som brugte en videnskabelig metode til studiet af den sociale verden.

## Liv og gerning
Comte er født i Montpellier i Sydvestfrankrig. Han fik som barn en strengt katolsk opdragelse. Efter at have gået i skole i Montpellier blev han i 1814 indmeldt École Polytechnique i Paris. École Polytechnique var kendt for franske republikanske idealer og progressiv filosofi. Comte fik her et klart blik for den eksakte naturforskning, tillige blev han en begejstret tilhænger af liberale ideer. Nogle polyteknikeres demonstration mod en lærer bevirkede, at regeringen i 1816 lukkede skolen og hjemsendte eleverne. Da École Polytechnique åbnede igen, søgte han ikke om optagelse. Kort tid efter kom Comte dog atter tilbage til Paris og tog ny studiefelter op. I 1818 stiftede han bekendtskab med Saint-Simon, der kom til at øve stor indflydelse på hans tænkning, både heldig og uheldig.
De tidligste fremstillinger af sine ideer gav han i Sommaire appréciation de l’ensemble du passé moderne (1820) og i Plan des travaux scientifiques nécessaires pour réorganiser la société (1822, optrykt 1824 som Système de politique positive), hvilket værk giver den første udvikling af Comtes "tre stadiers Lov". Det vakte stor opmærksomhed, men førte tillige til et skarpt brud mellem Comte og Saint-Simon, idet denne ville optage Comtes tanker som led i sit system. I 1825 blev Comte gift med Caroline Massin; han ernærede sig ved undervisning og måtte hele sit liv kæmpe med fattigdom. Fra denne periode stammer skrifterne Considérations sur les sciences et les savants (1825) og Considérations sur le pouvoir spirituel (1826). Comte begyndte også at holde offentlige forelæsninger, men disse afbrødes af et stærkt anfald af sindssyge, vel nok for en stor del foranlediget ved overanstrengelse og kampen mod Saint Simonisterne. Han blev indlagt hos Esquirol, men restitueredes først, da hans energiske hustru efter et årstid fik ham hjem og under egen pleje. I 1828 kunne han fuldføre sine forelæsninger og derefter udarbejde sit livs hovedværk Cours de Philosophie positive (6 bind, 1830-42).
Noget professorat opnåede han aldrig; han ernærede sig beskedent som repetitør og eksaminator. Disse stillinger mistede han imidlertid 1844; han havde udæsket lærerrådet ved en meget uheldig fortale til sidste bind af sit store værk, i hvilken han ville give biologien og det, han selv benævnede "sociologien" en højere videnskabelig rang end matematikken. I 1842 blev han skilt fra sin hustru. I 1844 udgav han Discours sur l’esprit positif, der giver en indledning til hans hele filosofi, og som blev hans sidste videnskabelige arbejde. Kort tid efter brød hans danger cérébral atter ud i en akut krise, der vævedes sammen med en erotisk, idet han 1845 traf en dame, Clotilde de Vaux, i hvilken han blev heftig forelsket, og som døde kort tid efter, i 1846. Forfølgelses- og højhedsvanvid havde i lange tider ligget på lur, og i den sidste fase kombineredes sygdommen også med en ejendommelig form for religiøst vanvid. Han optrådte som religionsstifter og ville indføre en dyrkelse af menneskeheden som le grand être, der sammen med "det store medium" (verdensrummet) og "den store fetisch" (jorden) skulde udgøre en ny Treenighed; endvidere ville han anordne en verdslig helgenkultus, i hvilken de Mennesker, han mente havde gavnet Menneskeheden, skulle indtage de katolske helgeners plads, mens mænd som Julianus og Napoleon betragtedes som onde ånder. I sammenhæng med denne udvikling til mystik blev også hans historiske eller "sociologiske" ideer mere og mere uklare utopier. Fra denne sidste periode er skrifterne Le fondateur de la société positiviste (1848), Discours sur l’ensemble du positivisme (1848), Calendrier positiviste (1849), Système de politique positive (1851-54) og Catéchisme positiviste (1852). Understøttelse, som Comte efter 1848 modtog af sine venner med Littré i spidsen, sikrede hans økonomiske eksistens.
Han døde i Paris 5. september 1857 og blev begravet på den berømte Cimetière du Père Lachaise. Små menigheder, der bekendte sig til "menneskehedens religion", overlevede ham i Frankrig, England og Amerika.

## Filosofi
Comtes filosofi betegner først og fremmest en stor, om end langtfra ny tanke: overvindelsen af teologi og metafysik i den menneskelige erkendelseshistorie, men den gled tilbage i en historiens metafysik og i en underlig irreligiøs teologi.

### Positivismens grundlægger
Som filosof betegnes Comte almindeligvis som "positivismen"s grundlægger. Ved "positivisme" (Udtrykket Philosophie positive er først brugt af Saint Simon) forstod Comte selv en filosofi, der byggede på kendsgerninger i modsætning til alle teologiske og metafysiske spekulationer. I denne betydning har naturligvis al virkelig videnskab været positiv, og i filosofiens tidligere historie havde flere tænkere, særlig David Hume, gjort skarp front mod al teologi og metafysik. Ejendommeligt for Comtes "positivisme" er just det, at selv om den nok hævder nævnte hovedretning, bunder den også dybt i romantik og spekulation. Hovedretningen er givet ved Comtes bekendte "tre stadiers lov".
Det første stadium er det teologiske; menneskene forklarer her meget af, hvad der sker i naturen, ved ånders eller guders indgriben, det vil sige ved imaginære, personlige væsner, som menneskene mener virker lige så vilkårligt, som de tror, at de selv handler. Dette Stadium deler Comte atter (religionsvidenskabeligt urigtigt) i fetischismens, polyteismens og monoteismens tid.
Det andet stadium er det metafysiske. Ånder og guder erstattes af mystiske "evner" og "kræfter", der i og for sig ikke giver nogen bedre forklaring, men hvor årsagssætningens fordring om konstans ligger deri, at disse "kræfter" ikke tænkes at virke vilkårligt.
Det tredje stadium er det positive; her forklarer man alt i naturen ud fra love, man påviser verae causae. Dette er alle reale videnskabers standpunkt. Comte har villet vise, hvorledes man efterhånden har lært mere og mere at anvende årsagsbegrebet rigtigt og udrense alle pseudovidenskabelige forklaringer; men allerede ved denne rent abstrakte formulering af loven systematiserer Comte for meget, idet han gør den tendens til at blive hængende ved tomme ord, der altid har gjort sig gældende i videnskabernes begyndelsesfaser, til et selvstændigt stadium. Og denne skævhed træder klarere frem ved hans nærmere behandling af det metafysiske stadium; dette bliver nemlig ikke et virkeligt stadium, men en blot negativ overgang mellem to hver på sin vis "positive" stadier, religionernes og videnskabernes. Comte optager her Saint Simons tanke om "organiske" og "kritiske" perioder. Videre karakteriseres nævnte metafysiske stadium som tvivlens, egoismens og den tørre forstands tid.
I sin "Sociologi", der i virkeligheden står den romantiske "Historiens filosofi" nærmere end det, man nu oftest forstår ved det misdannede ord, fører Comte disse fantasier videre. Til det teologiske stadium skulle socialt svare det militære; det første stadium skulle også være kongernes tid. Det metafysiske Stadium skulle være juristernes tid og betegne den periode, da mellemklasserne arbejdede sig frem. Det positive stadium bliver endelig filosoffernes og proletarernes tid, den industrielle fase i menneskehedens historie.
Comte havde bevaret sin barndoms respekt for katolicismen, og den store udviklingsgang inden for den menneskelige erkendelse, som han forsøgte at sætte i stadier, bliver mere og mere et mystisk forsøg på at forene første og tredje stadium,, hvad der er umuligt, og med offensiv fra begge sider at knuse det metafysiske stadium, der i virkeligheden heller ikke var stillet rigtigt ind.

### Videnskabernes rangorden
Det andet Hovedpunkt af Comtes filosofi er positivismens klassifikation af videnskaberne. Filosofien skal, mener Comte, ordne de forskellige videnskaber i et system efter bestemte synspunkter, og han ordner dem således, at han går fra det mere simple til det mere sammensatte, fra det mere deduktive til det mere induktive, og endelig skulle hermed falde sammen den rækkefølge, i hvilken de forskellige videnskaber var indtrådt i det positive stadium. De 6 hovedarter af videnskaber bliver da følgende: matematik, astronomi, fysik, kemi, biologi og Comtes "sociologi". Mellem disse er der efter Comtes mening ingen kontinuerlig overgang; grupperingen mangler dog to fundamentale videnskaber: den formale logik og den deskriptive psykologi.

## Forbudte værker
Han var opført på Index librorum prohibitorum, den katolske kirkes indeks over forbudte bøger.